# 罗伯托·布鲁纳蒙蒂
罗伯托·布鲁纳蒙蒂（義大利語：Roberto Brunamonti，1959年4月14日—），意大利男子篮球运动员。他曾代表意大利获得1980年夏季奥运会篮球比赛男子银牌。他也参加了1984年夏季奥运会。